# Lilla Näsnaren
Lilla Näsnaren är en sjö i Katrineholms kommun i Södermanland och ingår i Nyköpingsåns huvudavrinningsområde. Sjön har en area på 0,398 kvadratkilometer och ligger 42 meter över havet. Lilla Näsnaren ligger i Näsnaren Natura 2000-område. Sjön avvattnas av vattendraget Sjöholmsån.

## Delavrinningsområde
Lilla Näsnaren ingår i det delavrinningsområde (654419-151935) som SMHI kallar för Utloppet av Näsnaren. Medelhöjden är 48 meter över havet och ytan är 43,59 kvadratkilometer. Det finns inga avrinningsområden uppströms utan avrinningsområdet är högsta punkten. Sjöholmsån som avvattnar avrinningsområdet har biflödesordning 2, vilket innebär att vattnet flödar genom totalt 2 vattendrag innan det når havet efter 95 kilometer. Avrinningsområdet består mestadels av skog (38 procent) och jordbruk (20 procent). Avrinningsområdet har 4,7 kvadratkilometer vattenytor vilket ger det en sjöprocent på 10,8 procent. Bebyggelsen i området täcker en yta av 5,87 kvadratkilometer eller 13 procent av avrinningsområdet.

## Historia
Det är en fågelsjö. Vid denna sjö ligger herrgården Katrineholm, efter vilken orten fick sitt namn. Gården hette tidigare Fulbonäs, men dåvarande ägaren Jacob von der Linde ändrade namnet på 1600-talet för att hedra sin brud Catharina Gyllenhorn.